# جان ای. باک

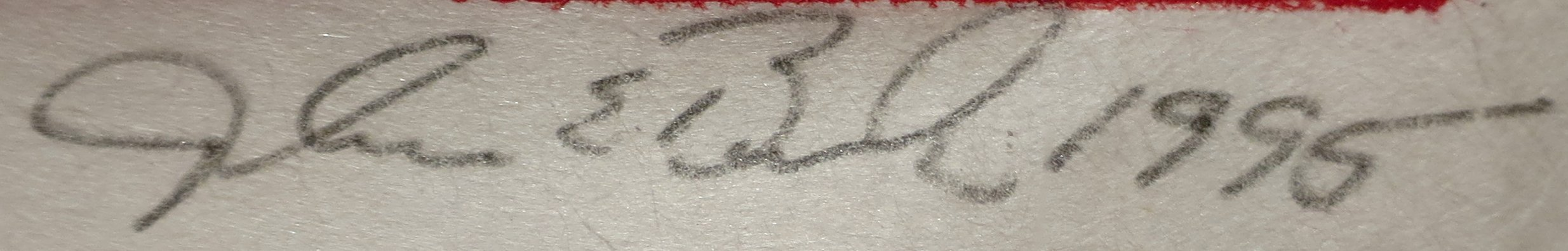
امضای جان باک، هنرمند تجسمی اهل آمریکا - ۱۹۹۴

جان ای. باک (متولد ۱۹۴۶) مجسمه‌ساز و نقاش آمریکایی است که در ایمز، آیووا به‌دنیا آمد.

## پیشینه و تحصیلات
جان باک در سال ۱۹۶۸ مدرک کارشناسی هنر را از انستیتوی هنر کانزاس‌سیتی دریافت کرد و در سال ۱۹۷۱ در مدرسه نقاشی و مجسمه‌سازی اسکوهگان در اسکوهگان، مین تحصیل کرد. در سال ۱۹۷۲ نیز مدرک کارشناسی ارشد هنر را از دانشگاه کالیفرنیا دریافت کرد.

## فعالیت‌ها
باک بیشتر به‌خاطر نقاشی‌های چوبی (مانند پدر و پسر) و مجسمه‌های برنزی (مانند کمان‌دار) که از قالب‌های گرفته‌شده از ماکت‌های چوبی ساخته می‌شوند، شناخته شده‌است. موزه دکوردوا (لینکلن، ماساچوست)، موزه‌های هنرهای زیبا سانفرانسیسکو، موزه دولتی هنر هاوایی، موزه هنر هونولولو، موزه هنر آمریکایی اسمیتسونیان (واشینگتن دی سی) و موزه هنر یلوستون (مونتانا) از جمله جاهایی هستند که مجموعه‌هایی از آثار جان باک را در خود جای داده‌اند.

## زندگی شخصی
باک در حین تحصیل در دیویس، با همسرش دبورا باترفیلد که او نیز یک هنرمند بود آشنا شد. آن‌ها در سال ۱۹۷۴ ازدواج کردند. باک و باترفیلد زمان خود را در مزرعه‌ای در بوزمن، مونتانا و استودیوهایی در جزیره هاوایی می‌گذراندند.